# Білл Титла
Білл Титла, Володимир Петрович Титла (англ. Bill Peter Tytla; 25 жовтня 1904, Нью-Йорк, США — 30 грудня 1968, США) — американський аніматор українського походження, який працював над такими відомими повнометражними анімаційними фільмами Волта Діснея, як «Білосніжка і семеро гномів», «Піноккіо», «Фантазія» та «Дамбо».

## Біографія
Народився 25 жовтня 1904 року в Нью-Йорку в родині галицьких емігрантів. Батьки Петро та Марія Титли емігрували з містечка Підгайці, нині Тернопільської області.
Навчався у Нью-Йоркській школі промислового дизайну.
На анімаційній студії почав працювати з 16 років (студія «Парамаунт»). Писав титри, пізніше малював героїв мультфільмів «Байки Езопа» та інших. У ті роки анімація не вважалась високим мистецтвом, а Володимир Титла мріяв про велике мистецтво та славу. Він вчиться, вирушає до Європи (Париж), де вивчає світовий живопис та скульптуру. Вражений досконалістю світових шедеврів, Володимир Титла знищив частину своїх творів, вважаючи, що сам він ніколи не досягне такого високого рівня майстерності.
Повернувшись у США, Володимир Титла зосередився на мистецтві анімації. З 1934 року він працює з Волтом Діснеєм. Народжується повнометражний фільм «Білосніжка та сім гномів». Володимир Титла створив образ Чорнобога — казкового героя в номері «Ніч на Лисій горі» з мультфільму «Фантазія» Волта Діснея (1940), а також образ чарівника з цього ж мультфільму.
Звільнився зі студії Діснея на початку 1943 року через участь у страйку працівників студії, до якого приєднався для підтримки друзів. Працював на Terrytoons, Famous Studios (власність Paramount Pictures), Tempo Production. За цей час створив відомі образи, зокрема, Каспера, маленької Лулу та маленької Одрі.
Помер 29 грудня 1968 року на своїй фермі в штаті Коннектикут.

## Родина
У 1938 році одружився з актрисою й моделлю із Сіетла Адріен ле Клерк. У подружжя народились син Петро (Пітер) та донька Тамара. Діти Володимира також митці, проте в основному зосереджуються на мистецтві фотографії. Художником стала одна з онучок Володимира Титли.
Племінник Володимира Титли — Богдан Титла — американський маляр-пейзажист.
У 2005 році дружина митця Адріен Титла видала книгу про Володимира — «Діснеївський гігант».
Родина Титлів спонсорувала реставрацію крила Львівської академічної бібліотеки.